# Paramount Records
La Paramaunt Records è stata un'etichetta discografica statunitense nota per le sue registrazioni di jazz e blues negli anni 1920 e nei primi anni 1930.

## Storia
La Paramount Records fu fondata nel 1917 dalla United Phonographs, una sussidiaria della Wisconsin Chair Company, che registrò il suo marchio discografico da Port Washington e iniziò a pubblicare dischi l'anno successivo su etichette Puritan e Paramount. Puritan durò solo fino al 1927, ma la Paramount, con sede nella fabbrica a Grafton, nel Wisconsin, pubblicò alcune delle più importanti registrazioni blues americane tra il 1929 e il 1932. L'etichetta era gestita da Fred Dennett Key.